# يختل (تعز)

تعديل مصدري - تعديل

يختل هي إحدى قرى مديرية المخاء بمحافظة تعز اليمنية، بلغ تعداد سكانها 4657 نسمة حسب إحصاء عام 2004.